# Ritten
Ritten (italsky Renon) je italská obec se 7597 obyvateli (stav k 1. 10. 2010) v autonomní provincii Bolzano v italské autonomní oblasti Tridentsko-Horní Adiže. Rozkládá se na stejnojmenné náhorní plošině, kde se také nachází přírodní památka Rittenské přírodní pyramidy.
Dle sčítání z roku 2001 mluví 4,55 % místních obyvatel italsky, 95,20 % německy a 0,25 % ladinsky.
Obec se skládá z patnácti částí (frazione): Klobenstein (Collalbo), Atzwang (Campodazzo), Gissmann (Madonnina), Lengmoos (Longomoso), Lengstein (Longostagno), Mittelberg (Monte di Mezzo), Oberbozen (Soprabolzano), Oberinn (Auna di Sopra), Rotwand (Pietrarossa), Siffian (Siffiano), Signat (Signato), Sill (Castel Novale), Unterinn (Auna di Sotto), Wangen (Vanga) a Wolfsgruben (Costalovara). Nejvýznamnější je Klobenstein, kde se nachází radnice, základní a střední škola a areál zimních sportů s rychlobruslařskou dráhou, kde se konalo mistrovství Evropy v rychlobruslení v letech 2007, 2011 a 2019, a stadionem hokejového klubu Ritten Sport. Na území obce leží hradní zřícenina Castelpietro a jezero Costalovara. 
V Rittenu sídlí továrna na cukrovinky firmy Loacker.
Narodil se zde velmistr Řádu německých rytířů Bruno Platter. Freudova promenáda připomíná pobyt Sigmunda Freuda.

## Politika
Starostové od roku 1952:
- Anton Plattner: 1952–1960
- Johann Pichler: 1960–1974
- Bruno Hosp: 1974–1984
- Ferdinand Rottensteiner: 1984–2010
- Paul Lintner: 2010–